# Dolphin Island Indian Reserve 1
Dolphin Island Indian Reserve 1 (franska: Réserve indienne Dolphin Island 1) är ett reservat i Kanada.   Det ligger i North Coast Regional District och provinsen British Columbia, i den sydvästra delen av landet, 3 900 km väster om huvudstaden Ottawa. Dolphin Island Indian Reserve 1 ligger på ön Dolphin Island.
Trakten runt Dolphin Island Indian Reserve 1 är nära nog obefolkad, med mindre än två invånare per kvadratkilometer.